# Vente à la découpe
 (février 2019).
Une vente « à la découpe » ou « vente par appartements », est la transformation d'un immeuble bâti ou d'un autre type de bien immobilier en pleine propriété en une copropriété dans le but de procéder à une vente de la totalité de l'immeuble lot par lot que ces derniers soient occupés ou non.

## Procédure
Après une réunion d'information générale puis personnalisée, le locataire éventuel a le choix d'acquérir ou non son appartement. Les locataires doivent quitter leur logement s'ils ne peuvent pas régler le nouveau loyer ou acquérir l'appartement.
En France, la "Loi Aurillac" du 13 juin 2006 encadre plus spécifiquement les modalités de la vente à la découpe tout en protégeant mieux les locataires. Elle est complétée en 2014 par la Loi pour l'accès au logement et un urbanisme rénové.

## Évolution actuelle en France
Les ventes d'immeubles par les investisseurs institutionnels (compagnies d'assurances, Banque de France, etc.) à des particuliers (le plus souvent par l'intermédiaire de sociétés de vente à la découpe) sont assimilées aux ventes à la découpe. Ce marché vise tout type d'immeubles dans les grandes villes françaises. À Paris, par exemple, où les investisseurs institutionnels sont traditionnellement plus nombreux et plus représentés en part de foncier que partout ailleurs en France, les ventes à la découpe ont permis de passer de 0,5 % de propriétaires occupant en 1950 à 34,7 % en 2013.